# Sint-Michielsgestel

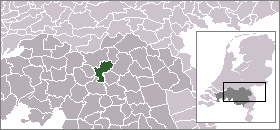
Läge i Noord-Brabant

Sint-Michielsgestel är en by och kommun i provinsen Noord-Brabant i Nederländerna. Kommunens totala area är 59,89 km² (där 0,92 km² är vatten) och invånarantalet är 28 123 invånare (1 februari 2012). Själva byn har 10.436 invånare.